# Verwaltungsgericht der Organisation Amerikanischer Staaten
Das Verwaltungsgericht der Organisation Amerikanischer Staaten (englisch Administrative Tribunal of the Organization of American States; spanisch Tribunal Administrativo de la Organización de los Estados Americanos) besteht seit 1971 und ist zuständig für die dienstrechtlichen Belange der Bediensteten der Organisation Amerikanischer Staaten (OAS) sowie des Inter-American Institute for Cooperation on Agriculture.

## Zuständigkeit und Rechtsgrundlagen
Das Verwaltungsgericht der Organisation Amerikanischer Staaten ist zuständig für die dienstrechtlichen Belange der Mitarbeiter der Organisation Amerikanischer Staaten. Durch eine Vereinbarung mit dem ständigen Rat der OAS kann die Zuständigkeit des Gerichts darüber hinaus auf die Spezialagenturen der OAS und andere zwischenstaatliche Organisationen auf dem amerikanischen Kontinent erweitert werden. Von dieser Möglichkeit machte bisher 1976 das Inter-American Institute for Cooperation on Agriculture Gebrauch.
Die Rechtsgrundlagen des OAS-Verwaltungsgerichts sind das am 16. Juli 1971 durch eine Resolution des ständigen Rats der OAS verabschiedete Statut, das 1975, 1979, 1995, 1997 und 2012 durch Resolutionen der Generalversammlung ergänzt wurde, sowie die am 24. Oktober 1975 beschlossenen und 2000, 2005, 2012 und 2014 ergänzten Verfahrungsregeln.

## Organisation und Arbeitsweise
Dem Verwaltungsgericht der Organisation Amerikanischer Staaten gehören sechs Richter an, die von der OAS-Generalversammlung für die Dauer von sechs Jahren gewählt werden. Pro Jahr erfolgt für jeweils eine der sechs Richterstellen eine Wahl, eine Wiederwahl für eine weitere Amtszeit ist möglich. Die Richter müssen die Staatsangehörigkeit eines Mitgliedslandes der OAS besitzen. Keine zwei Richter, die zur gleichen Zeit am Gericht tätig sind, dürfen aus demselben Land stammen.
Die Sitzungen des Gerichts erfolgen in Kammern von jeweils drei Richtern und finden am Sitz des OAS-Generalsekretariats in Washington, D.C. statt. Unter bestimmten Umständen kann der Präsident des Gerichts festlegen, dass ein Fall von besonderer Bedeutung oder Komplexität in einer Plenarsitzung aller sechs Richter behandelt wird. Die Entscheidungen der Kammern werden mit einfacher Mehrheit getroffen und sind nicht anfechtbar.
Im Fall einer vermuteten Kompetenzüberschreitung des Gerichts kann sich eine Partei an den ständigen Rat der OAS wenden, der eine Ad-hoc-Überprüfungskammer einsetzt. Dieser gehört ein Richter des Gerichts an, der mit dem Fall bisher nicht befasst war, sowie zwei Richter anderer in Washington, D.C. ansässiger Verwaltungsgerichte internationaler Organisationen. Dazu zählen unter anderem das Verwaltungsgericht der Weltbank und das Verwaltungsgericht des Internationalen Währungsfonds.